# Пафнутий Олисов
Иеродиакон Пафнутий (в миру Пётр Алексеевич Олисов) — иеродиакон Русской православной церкви и духовный писатель начала XVIII века.

## Биография
Серебренник по ремеслу, Пафнутий был сыном торгового человека гостинной сотни Алексея Якимова Олисова. Увлекшись проповедью знаменитого пропагандиста протестантских взглядов Дмитрия Евдокимовича Тверитинова, которому приходился шурином, он стал его последователем.
По словам самого Пафнутия на очной ставке с Тверитиновым, сомнения его в вере продолжались около трех лет, то есть приблизительно до 1703 года. Вернувшись в православие, ещё в молодых летах, как указывал Тверитинов, «уговоренный иноками Кириллом и Макарием», он бежал из дома родителей и постригся в монахи в Николаевском на Болоте монастыре (под Переславлем-Залесским). Скоро из сторонника и последователя Тверитинова он превратился в ревностного его противника. Решительная деятельность Пафнутия в этом направлении началась с 1710 года; приехав в Москву уже в сане иеродиакона, он принял участие в спорах и диспутах со своим зятем и его последователями, опровергал его мнения письменно, явился резким обвинителем его при судебном расследовании его дела.
По желанию архимандрита Александро-Невского монастыря Феодосия, именным приказом Петра Великого Пафнутий был переведен в Невский монастырь. Оставаясь иеродьяконом этого монастыря, Пафнутий в 1721 году был определён протоинквизитором для Москвы и городов, принадлежавших к бывшей патриаршей области с назначением быть строителем Московского Данилова монастыря. Год смерти Пафнутия неизвестен.
Пафнутий не получил никакого школьного образования и приобрел свои знания, как талантливый самоучка, исключительно прилежным изучением Священного писания. В духовной литературе имя Пафнутия сохранилось благодаря его труду, явившемуся результатом его прений с Тверитиновым и озаглавленному «Рожнец духовный противо лютерская и калвинская и иных еретик умствующих и не покоряющихся восточней, соборней и апостольстей церкви, вкратце собранный от божественных писаний». Заглавие это не вполне точно указывает содержание книги: автор имел целью не опровержение протестантства вообще, а борьбу с Тверитиновым и его последователями, и опровергал поэтому, с одной стороны, только те догматы протестантства, которые были приняты русскими вольнодумцами, с другой стороны, мнения русских еретиков, выработанные ими независимо от протестантских догматов. Как результат устных споров, «Рожнец» получил форму беседы и состоит из 46 возражений против православия и 46 опровержений. Чуждый диалектических приемов, краткий и серьёзный труд Пафнутия ясно обнаруживает и ум автора, и его знание писания, с помощью которого он должен был бороться против лиц, на одном только писании основывавших свои вредные православию убеждения. Недостаток «Рожнеца» заключается в его отрывочности, прямом следствии того, что он явился как бы восстановлением бесед; то же обстоятельство было причиной невыдержанности его языка и слога.